# Daniel Karlsbakk
Daniel Karlsbakk, né le 7 avril 2003 à Kristiansand en Norvège, est un footballeur norvégien qui évolue au poste d'avant-centre au Sarpsborg 08 FF.

## Biographie

### En club
Né à Kristiansand en Norvège, Daniel Karlsbakk est formé par le Bryne FK, où il commence sa carrière professionnelle. Il joue son premier match en professionnel le 26 octobre 2019, face au Egersunds IK (en), lors d'une rencontre de coupe de Norvège. Il entre en jeu et les deux équipes se neutralisent (1-1 score final).
En janvier 2022, Daniel Karlsbakk rejoint le Viking FK. Le transfert est annoncé dès le 7 décembre 2021 et il signe un contrat de trois ans.
C'est avec ce club qu'il découvre l'Eliteserien, l'élite du football norvégien, le 12 mai 2022, face au Strømsgodset IF. Il entre en jeu et les deux équipes se neutralisent (0-0 score final). Il inscrit son premier but pour Viking le 25 juin 2022 contre le FK Haugesund, marquant ainsi son premier but en première division norvégienne. Son équipe s'incline toutefois par quatre buts à deux.
Le 31 janvier 2023, lors du mercato hivernal, Daniel Karlsbakk rejoint les Pays-Bas pour s'engager en faveur du SC Heerenveen,.
Karlsbakk inscrit son premier but pour Heerenveen le 20 août 2023, lors d'une rencontre de championnat face au FC Utrecht. Il entre en jeu et participe à la victoire de son équipe par deux buts à zéro.
Ne parvenant pas à s'imposer à Heerenveen, Daniel Karlsbakk quitte le club le 10 janvier 2025 pour signer en faveur du Sarpsborg 08 FF, faisant ainsi son retour dans son pays natal. Il signe un contrat courant jusqu'en décembre 2028,.
Karlsbakk se met en évidence dès son premier match pour le Sarpsborg 08 FF en marquant deux buts, face au Molde FK, lors de la première journée de la saison 2025 d'Eliteserien au Aker Stadion le 30 mars 2025. Il permet ainsi à son équipe de s'imposer par deux buts à zéro,. Le 21 avril 2025, Karlsbakk inscrit une nouvelle fois deux buts en championnat, cette fois contre le KFUM Oslo et permet encore à son équipe de s'imposer à l'extérieur (1-3 score final),.

### En sélection
Daniel Karlsbakk représente l'équipe de Norvège des moins de 17 ans pour un total de deux buts en sept matchs joués entre 2019 et 2020.
Daniel Karlsbakk joue son premier match avec l'équipe de Norvège espoirs le 24 septembre 2022 face à la Suisse. Il entre en jeu à la place de Noah Holm et son équipe s'impose par trois buts à deux.

## Vie privée
Daniel Karlsbakk est le fils de Eivind Karlsbakk (en), ancien footballeur professionnel norvégien.